# بیگ وان ویدار
بیگ وان ویدار (انگلیسی: Big Van Vader؛ زادهٔ ۱۴ مهٔ ۱۹۵۵ – درگذشته‌ی ۱۸ ژوئن ۲۰۱۸) کشتی‌گیر حرفه‌ای اهل ایالات متحده آمریکا بود.